# Hibbertia truncata
Hibbertia truncata är en tvåhjärtbladig växtart som beskrevs av H.R. Toelken. Hibbertia truncata ingår i släktet Hibbertia och familjen Dilleniaceae. Inga underarter finns listade i Catalogue of Life.

## Bildgalleri

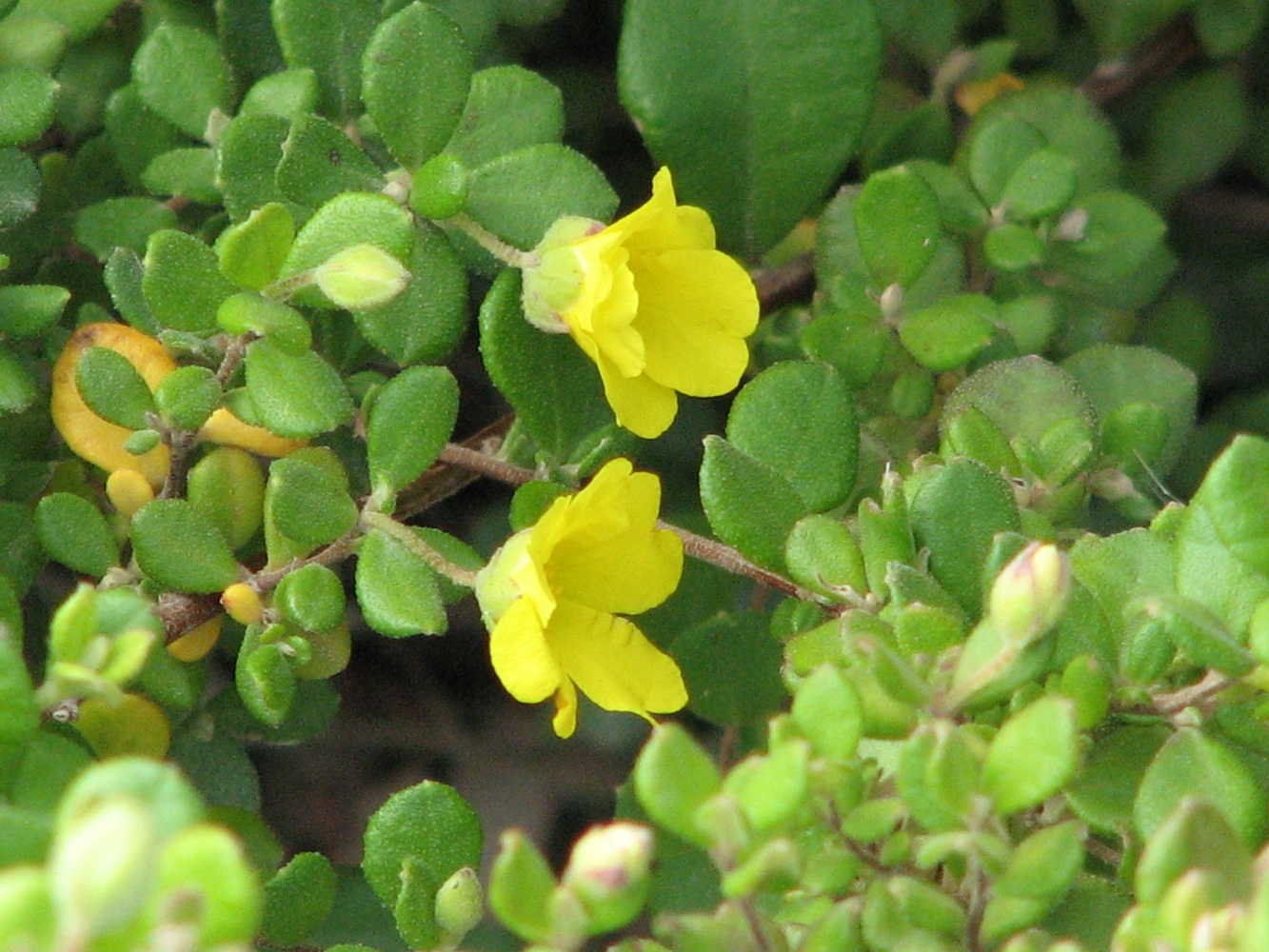